# Whirlpool Rapids Bridge
Die Whirlpool Rapids Bridge (auch nur Whirlpool Bridge genannt, früher Lower Steel Arch Bridge) ist eine zweistöckige Eisenbahn- und Straßenbrücke über den Niagara River, die die Orte Niagara Falls (Ontario) und Niagara Falls (New York) und damit auch die Länder Kanada und USA verbindet. Sie liegt etwa 4 km unterhalb der Niagarafälle und 2,3 km unterhalb der Rainbow Bridge.
Auf dem Brückendeck befindet sich ein Eisenbahngleis, das nur noch vom Maple Leaf benutzt wird, einem gemeinsam von Amtrak und VIA Rail Canada betriebenen Personenzug, der zwischen New York Pennsylvania Station und Toronto Union Station verkehrt.
Auf dem unteren Deck befinden sich zwei Fahrspuren für den Pkw-Verkehr. Es sind nur Reisende mit NEXUS-Ausweisen für beschleunigte Grenzkontrollen zugelassen. Lastkraftwagen, Fußgänger und Fahrradfahrer dürfen die Brücke nicht benutzen.

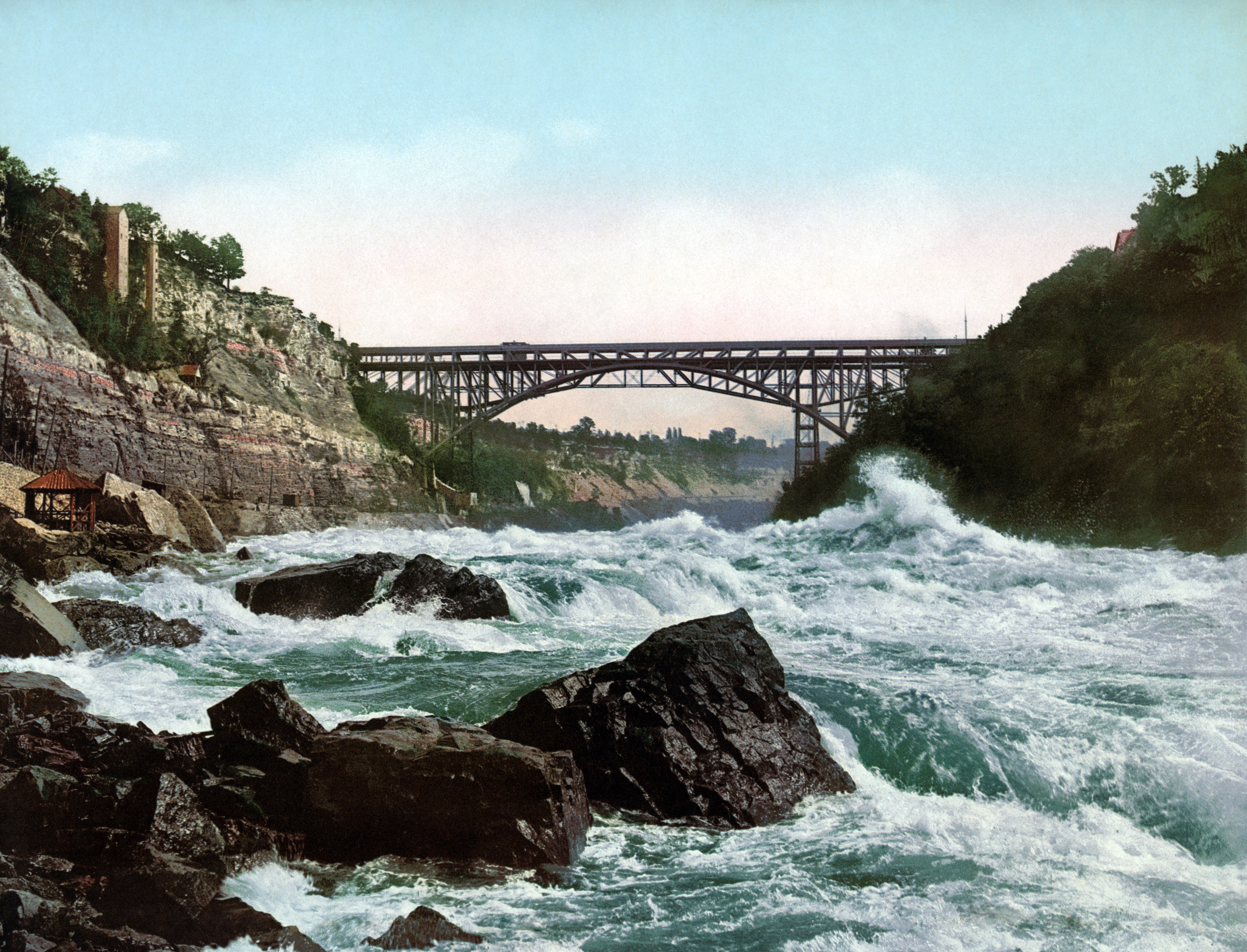
Whirlpool Rapids Bridge (1900)

Die ursprünglich Lower Steel Arch Bridge genannte Brücke wurde notwendig, da die an ihrer Stelle stehende Niagara Falls Suspension Bridge dem zunehmenden Verkehr nicht mehr gewachsen war. Die stählerne Bogenbrücke mit einem obenliegenden Fachwerkträger wurde von Leffert L. Buck entworfen. Baubeginn war am 9. April 1896, die Einweihung erfolgte am 27. August 1897. Dabei blieb der Verkehr auf der Hängebrücke aufrechterhalten, die neue Brücke wurde um die alte Hängebrücke herum gebaut, die gleichzeitig auch als Baubehelf für die neue diente.
Der Name Lower Steel Arch Bridge unterschied sie von der in den beiden folgenden Jahren ebenfalls von Leffert L. Buck gebauten Upper Steel Arch Bridge unterhalb der Niagarafälle.
Die Whirlpool Rapids Bridge ist ein 329 m lange, zweigelenkige Stahl-Bogenbrücke aus genieteten Fachwerken. Ihr Bogen hat eine Spannweite von 167,6 m und eine Pfeilhöhe von 34,7 m. Die Oberkante des Gleisdecks befindet sich 68,6 m über dem Niagara River. Sie wird von der kanadisch-US-amerikanischen Niagara Falls Bridge Commission betrieben, ebenso wie die Rainbow Bridge und die Lewiston–Queenston Bridge.
Unmittelbar südlich der Whirlpool Rapids Bridge steht die 1925 eröffnete und vor einigen Jahren stillgelegte Michigan Central Railway Bridge.

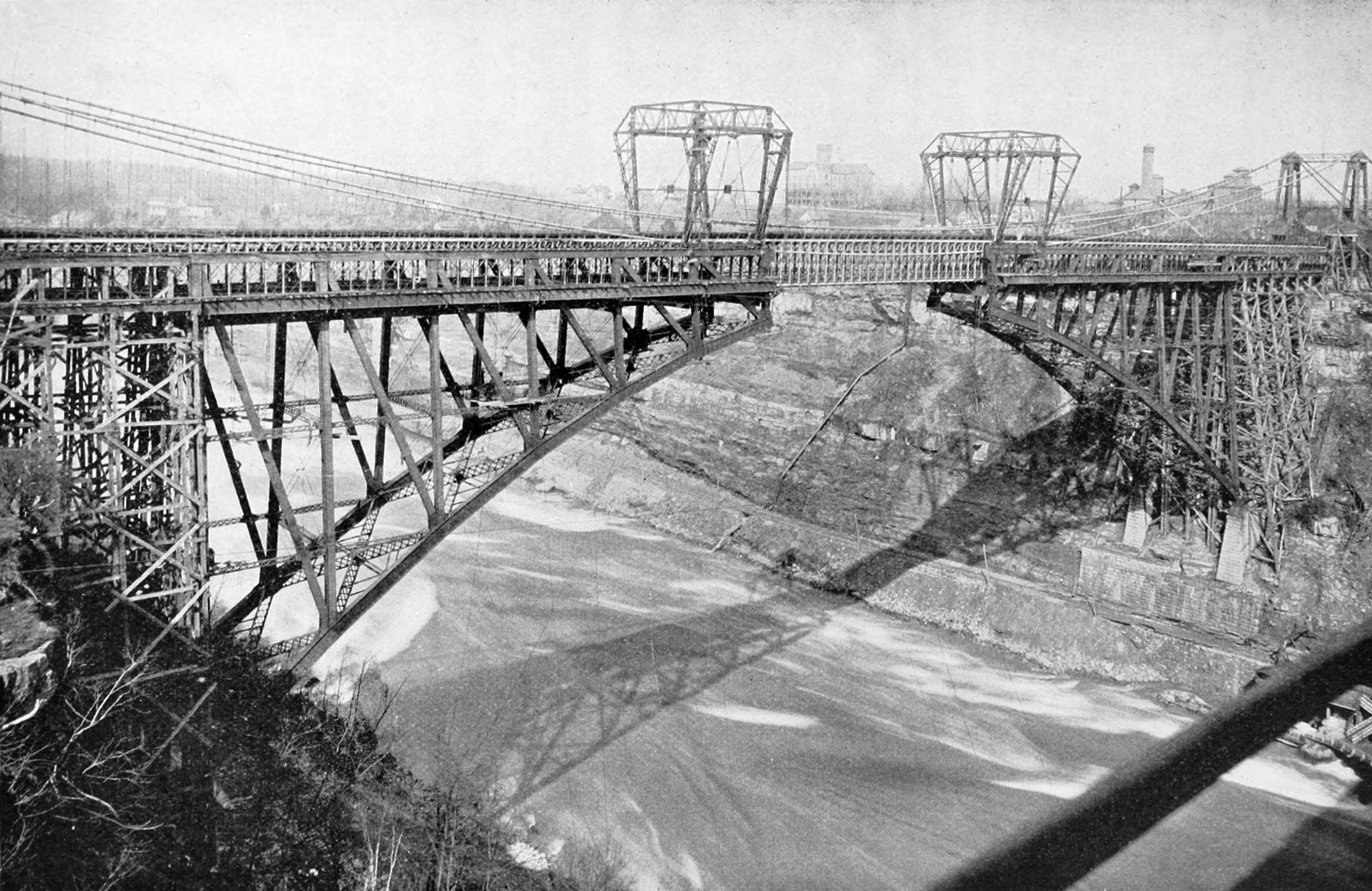
Bau der neuen Brücke um die alte Hängebrücke herum

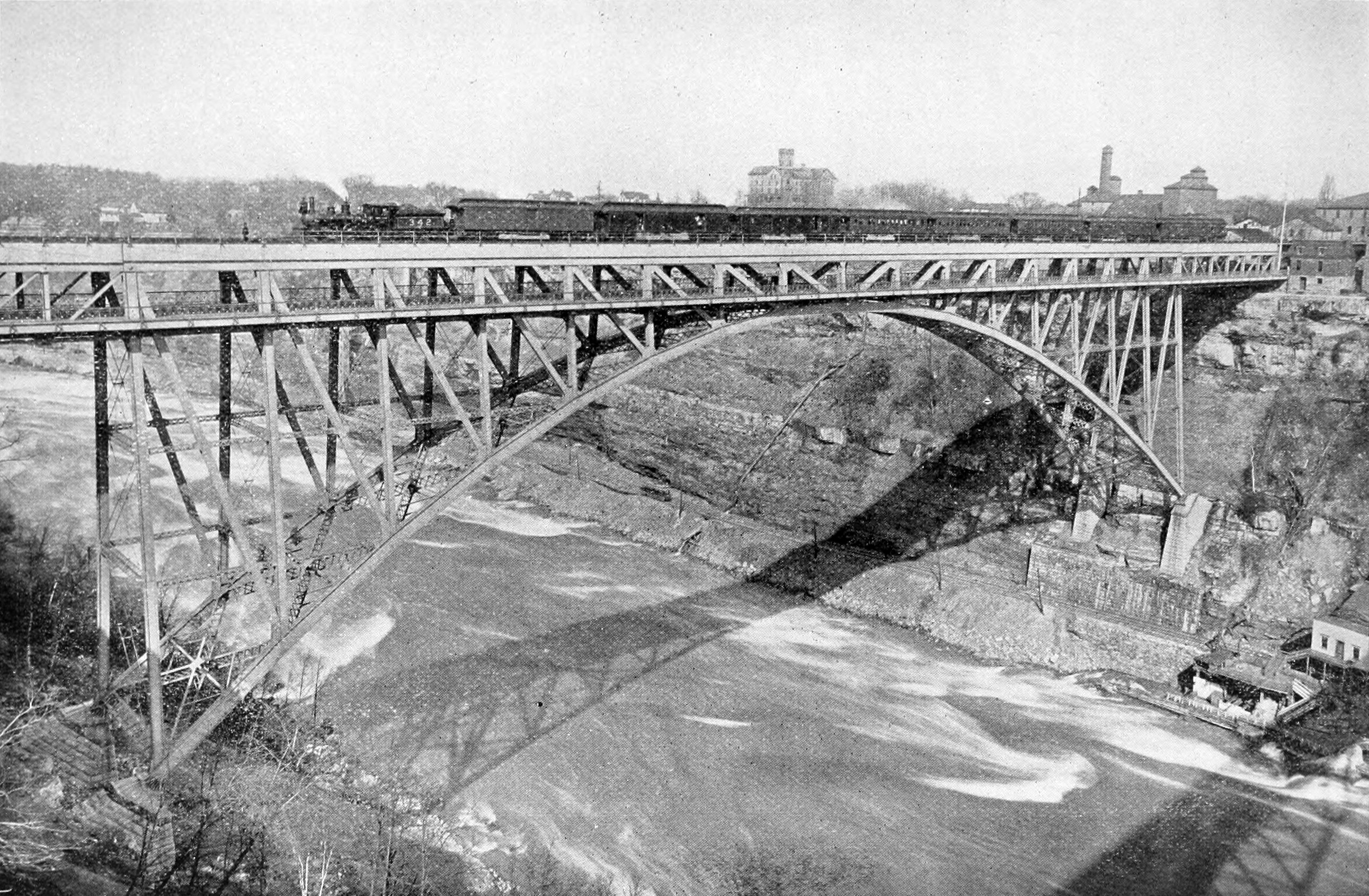
Lower Steel Arch Bridge (1898)